# 蒙蒂尼苏马尔勒
蒙蒂尼苏马尔勒（法語：Montigny-sous-Marle，法語發音：[mɔ̃tiɲi su maʁl]，意为“马尔勒下方的蒙蒂尼”）是法国上法蘭西大區埃纳省的一个市镇，属于拉昂区。

## 地理
蒙蒂尼苏马尔勒（49°44'54"N, 3°47'32"E）面积7.33 平方千米，位于法国上法蘭西大區埃纳省，该省份为法国北部内陆省份，北起北部省，西接索姆省和瓦兹省，东临阿登省和马恩省，西南至塞纳-马恩省，东北部与比利时接壤。
与蒙蒂尼苏马尔勒接壤的市镇（或旧市镇、城区）包括：欧特勒芒库尔、西利、马尔勒、拉讷维尔-博斯蒙、罗尼、蒂耶尔尼。

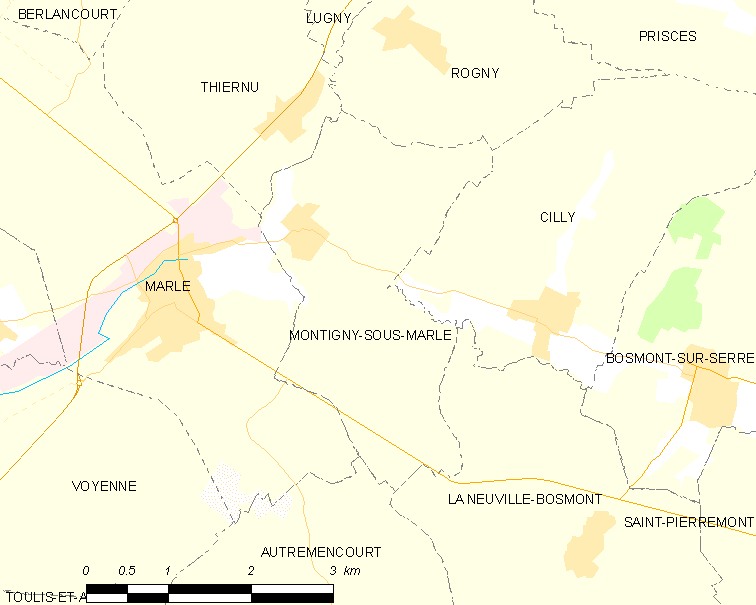
蒙蒂尼苏马尔勒的OSM定位图

蒙蒂尼苏马尔勒的时区为UTC+01:00、UTC+02:00（夏令时）。

## 行政
蒙蒂尼苏马尔勒的邮政编码为02250，INSEE市镇编码为02516。

## 政治
蒙蒂尼苏马尔勒所属的省级选区为马尔勒县。

## 人口

1962-2008年间蒙蒂尼苏马尔勒人口变化图示

蒙蒂尼苏马尔勒于2022年1月1日时的人口数量为70人。